# العبس (بلاد الروس)

تعديل مصدري - تعديل

العبس هي إحدى قرى مديرية بلاد الروس التابعة لمحافظة صنعاء اليمنية، بلغ تعداد سكانها 889 نسمة حسب أحصائيات عام 2004.